# Guayana británica en los Juegos Olímpicos de Roma 1960
Guayana británica (actualmente Guyana) estuvo representada en los Juegos Olímpicos de Roma 1960 por cinco deportistas, cuatro hombres y una mujer, que compitieron en dos deportes.
El equipo olímpico no obtuvo ninguna medalla en estos Juegos.